# فيغوداس أوشاكاس
فيغوداس أوشاكاس (بالليتوانية: Vygaudas Ušackas) (ولد في 16 ديسمبر 1964 في سكوداس، ليتوانيا SSR ) دبلوماسي ليتواني، شغل منصب سفير الاتحاد الأوروبي في روسيا من سبتمبر 2013 إلى أكتوبر 2017. وقبل ذلك شغل منصب الممثل الخاص للاتحاد الأوروبي لأفغانستان. قبل رئاسة وزارة الشؤون الخارجية في ليتوانيا، كان أوشاكاس سفير ليتوانيا لدى الولايات المتحدة والمكسيك من عام 2001 حتى عام 2006، ثم سفيرًا لدى المملكة المتحدة.

## الخدمة الدبلوماسية
عمل كمستشار لبعثة ليتوانيا لدى حلف شمال الأطلسي والسوق الأوروبية المشتركة، بين عامي 1992 و1996 وبعد ذلك بفترة وجيزة تولى منصب وزارة الخارجية. كما كان كبير المفاوضين لانضمام ليتوانيا إلى الاتحاد الأوروبي بين عامي 2000 و2001.
بعد انتخابات 2008، قَدَّمَ أندريوس كوبيليوس فيغوداس أوشاكاس كمرشح لمنصب وزير الخارجية إلى الرئيس فالداس أدامكوس.
في 22 مارس 2010، عينته كاترين أشتون كمبعوث خاص للاتحاد الأوروبي لأفغانستان.
عمل فيغوداس أوشاكاس كسفير، ورئيس بعثة الاتحاد الأوروبي لدى الاتحاد الروسي من 1 سبتمبر 2013 إلى أكتوبر 2017.
في عام 2019، أعلن فيغوداس أوشاكاس ترك السياسة لبدء مهنة في مجال الأعمال.